# Pulau Bara Lompo
Pulau Bara Lompo är en ö i Indonesien.   Den ligger i provinsen Sulawesi Selatan, i den centrala delen av landet, 1 400 km öster om huvudstaden Jakarta. Arean är 0,17 kvadratkilometer.
Terrängen på Pulau Bara Lompo är platt. Öns högsta punkt är 16 meter över havet. Den sträcker sig 0,6 kilometer i nord-sydlig riktning, och 0,5 kilometer i öst-västlig riktning.